# Trachyspermum baluchistanicum
Trachyspermum baluchistanicum är en flockblommig växtart som beskrevs av Nasir. Trachyspermum baluchistanicum ingår i släktet ajowaner, och familjen flockblommiga växter. Inga underarter finns listade i Catalogue of Life.